# Maurice Horn
Maurice Horn, né le 28 juin 1931 et mort le 30 décembre 2022, est un auteur, éditeur et historien franco-américain de la  bande dessinée. Il est considéré comme l'un des premiers universitaires sérieux à étudier la bande dessinée. Il est rédacteur en chef de The World Encyclopedia of Comics, The World Encyclopedia of Cartoons et 100 Years of American Newspaper Comics . Né en France, il vit à New York .

## Biographie
Maurice C. Horn vécut son enfance à Paris en étant particulièrement fasciné par les comics américains. Pendant la deuxième guerre mondiale, son père choisit de passer dans la résistance et fut exécuté par les Nazis probablement en 1943 selon un témoin. Sa mère et son frère cadet survivront à la guerre. Sa mère ira, après guerre vivre à Brooklyn  tandis que son frère, Pierre L. Horn deviendra l'universitaire réputé et décoré chevalier des palmes académiques en 1978.
Horn étudia à la Faculté de Droit de Paris de 1949 à 1952 et obtint une licence en droit. Il devient ensuite clerc dans une étude parisienne.

## Carrière
C'est un client allemand, que Maurice Horn avait aidé, qui lui suggéra d'écrire des nouvelles. À la fin des années 1950, Horn et son compatriote Claude Moliterni (plus tard directeur éditorial de Dargaud), co-écrivent, sous les noms de plume collectifs Karl von Kraft et Franck Sauvage (d'après Doc Savage), plusieurs romans à fascicules d'espionnage et de suspense en français .
De 1956 à 1960, Horn et Moliterni (sous le pseudonyme de Franck Sauvage) écrivent l'émission mystère radiophonique Allô. . . Police! pour Radio Luxemburg.
À la recherche d'un travail d'écriture plus lucratif et après avoir été producteur associé du film Unwed Mother (1958) de Walter A. Doniger,, Horn émigre aux États-Unis en 1959. Fréquemment de retour en France, il est membre des groupes des années 1960 Club Bande Dessinée et SOCERLID (" Société civile d'études et de recherche des littératures dessinées "), qui défendent l'idée de la bande dessinée comme "le neuvième art " et digne d'études universitaires. Horn a joué un rôle déterminant dans l'organisation de trois expositions importantes d'art de la bande dessinée à la fin des années 1960 et au début des années 1970: 
- Bande dessinée et narration de figuration . 7 avril-12 juin 1967, Musée des Arts Décoratifs, Paris
- AAARGH!: Une célébration de la bande dessinée . 31 décembre 1970–7 février 1971, Institute of Contemporary Arts, Londres
- 75 ans de la bande dessinée . 8 septembre-7 novembre 1971, New York Cultural Center, New York[7].

The World Encyclopedia of Comics en deux volumes de Horn, publiée pour la première fois en 1976, se concentrait sur les bandes dessinées américaines et européennes (mais pas exclusivement), avec de nombreuses notes biographiques et l'histoire de publications. C'était l'une des premières et des plus complètes ressources de son genre, et a engendré sept volumes. Une édition complète a été publiée en 1997 (et mise à jour à nouveau en 1999), et comprenait les travaux de quinze contributeurs.
Son Comics of the American West (1977) retrace l'histoire des bandes dessinées occidentales, mettant en lumière leur contribution à la mythologie de l'Ouest américain.
The World Encyclopedia of Cartoons (publiée pour la première fois en 1979) présente la vie et le travail de plus de 1500 dessinateurs et animateurs des États-Unis, d'Europe, de Russie, du Japon et d'Amérique du Sud. Horn en était le rédacteur en chef, Rick Marschall était rédacteur adjoint et ce travail incluait plus de vingt autres contributeurs. Elle fut complétée d'un deuxième volume en 1980 et jusqu'au cinquième volume, publié en 1983.
Les publications de Maurice Horn dans les années 1980 comprenaient son livre Sex in the Comics (1985), qui traitait de sujets tels que le sexe et la violence, et la vie sexuelle des super-héros. Son livre de référence de style dictionnaire, Contemporary Graphic Artists (1986), comprenait des designers ainsi que des illustrateurs, des animateurs et des dessinateurs, et mettait en évidence les œuvres les plus célèbres de chacun,.
Son livre 100 Years of American Newspaper Comics, publié en 1996, est considéré comme l'histoire la plus aboutie des bandes dessinées américaines. Avec plus de 400 pages, il s'agit d'un aperçu de style encyclopédie de toutes les bandes dessinées américaines importantes de la fin des années 1890 à nos jours.
Maurice Horn a reçu le prix spécial John Buscema Haxtur au Salón Internacional del Cómic del Principado de Asturias 2007 (Convention internationale de la bande dessinée de la Principauté des Asturies).

## Dans la culture populaire
Milton Caniff s'est inspiré de Maurice Horn pour dessiner le personnage de M'sieu Toute dans Steve Canyon (apparaissant de juillet à septembre 1968).

## Œuvres

### Dictionnaires, essais
- Maurice Horn (ill. Ginette Laborde), Israël (monographie imprimée), Paris, Hachette, coll. « Encyclopédie par l'image / histoire », 1960 (1re éd. 1960), 78 p. (ISBN 2-7062-6602-3, EAN 9782706266027)
- (avec Pierre C. Couperie) A History of the Comic Strip (Crown Publishers, 1968)[15]
- (éditeur) The Golden Age of the Comics n° 7, Mandrake à Hollywood ( Nostalgia Press, 1970)
- 75 Years of the Comics (Boston Book of Art, 1971) (ISBN 978-0843510102) - catalogue de l'exposition organisée par Horn
- (éditeur) The World Encyclopedia of Comics ( Chelsea House, 1976) (ISBN 978-0877540304)
  - (Édition italienne) Enciclopedia Mondiale del Fumetto (Editoriale Corno, 1978) - traduit par Luciano Secchi
- Comics of the American West ( New Win Publishing, 1977) (ISBN 9780876911907)
- (en) Maurice Horn, Women in the comics, Philadelphia (Pa., USA), Chelsea house, 2001 (1re éd. 1977), 3 volumes (112, 215, 288p) (ISBN 0-7910-5911-1, 0-7910-5912-X et 0-7910-5913-8).
- (éditeur) Burne Hogarth's The Golden Age of Tarzan: 1939-1942 (Chelsea House, 1977)
- (éditeur) The World Encyclopedia of Cartoons (Chelsea House, 1979) (ISBN 978-0877541219) - 6 volumes
- Sex in the Comics (Chelsea House, 1985) (ISBN 978-0877548508)
- Contemporary Graphic Artists: A Biographical, Bibliographical, and Critical Guide to Current Illustrators, Animators, Cartoonists, Designers, and Other Graphic Artists ( Gale Research / Cengage Learning, 1986) (ISBN 978-0810321892)
- (en) Maurice Horn, « Comics », dans Pierre L. Horn, Handbook of French Popular Culture, Westport, Connecticut (USA), Greenwood Press, 1991 (1re éd. 1991), 320 p. (ISBN 0-313-26121-0, présentation en ligne), p. 15-38
- (éditeur) 100 Years of American Newspaper Comics: An Illustrated Encyclopedia ( Gramercy Books, 1996) (ISBN 978-0517124475)

### Romans et fictions
Avec Claude Moliterni, sous le nom de plume Karl von Kraft :
- Espions en Blouses Blanches (Arabesque, 1956)
- Rafales sur l'Asie (Arabesque, 1957)
- Jusqu'au dernier sursaut (Arabesque, 1957)

Avec Claude Moliterni, sous le nom de plume Franck Sauvage :
- Corps à Corps en Corée (1958)
- La mort au grand galop (1957)
- Le Jeu du Scorpion (1957)
- Envoyés du Silence (1957)
- Cap sur le cap (1958)
- A Vous Couper le Souffle (Librairie de la Cité, 1958)

### Articles de type universitaires
- (en) Maurice Horn, « American Comic Strips And Silent Seriable: A Prarallel », International Journal of Comic Art, vol. 2, no 1 (Spring 2000),‎ 2000, p. 85-89
- (en) Maurice Horn, « How It All Began, or Present at the Creation », International Journal of Comic Art, vol. 4, no 1 (Spring 2002),‎ 2002, p. 6-22
- (en) Maurice Horn, « The Lady, or the Dragon? », International Journal of Comic Art, vol. 4, no 2 (Fall 2002),‎ 2002, p. 224-228
- (en) Bart Beaty, Maurice Horn, Jennifer Wood, Michael Hill et Michael Rhode, « Exhibition / Festival Reviews and Report », International Journal of Comic Art, vol. 5, no 1 (Spring 2003),‎ 2003, p. 394-405
- (en) Maurice Horn, « Guido Crepax: A Memorial Tribute », International Journal of Comic Art, vol. 6, no 2 (Fall 2004),‎ 2004, p. 78-89
- (en) Maurice Horn, « Comics and Cinema: The Beginnings (1896–1913) », International Journal of Comic Art, vol. 9, no 2 (Fall 2007),‎ 15 octobre 2007, p. 58
- (en) Maurice Horn, « Pierre Couperie: A Memorial », International Journal of Comic Art, vol. 13, no 1 (Spring 2011),‎ 2011, p. 714

### Autres articles
- Maurice Horn, « «Comics» USA », Le Journal de Tintin, no 1135,‎ 1970
- Maurice Horn, « «Comics» USA », Le Journal de Tintin, no 1136,‎ 1970
- Maurice Horn, « «Comics» USA », Le Journal de Tintin, no 1137,‎ 1970
- Maurice Horn, « «Comics» USA », Le Journal de Tintin, no 1138,‎ 1970
- Maurice Horn, « «Comics» USA », Le Journal de Tintin, no 1139,‎ 1970

## Voir également
- Allan Holtz
- Bill Barbe Noire
- Woody Gelman
- Ron Goulart
- Don Markstein
- Rick Marschall
- Trina Robbins
- Dave Strickler

### Biographies de Maurice Horn
- Kim A. Munson, « How the French Kickstarted the Acceptance of Comics as Art in the US: the Books and Exhibitions of Maurice Horn », International Journal of Comic Art, vol. 18, no 2 (Fall/Winter 2016),‎ 2016 (lire en ligne). article biographique de 52 pages
- Matthew Smith (ed.) et Randy Duncan (ed), The Secret Origins of Comics Studies, Routledge, 2017, 328 p. (ISBN 9780367872328)Cette collection fournit une étude approfondie des individus et institutions qui ont créé et façonné le champ des études sur les bandes dessinées

### Analyses des œuvres de Horn, autres publications
- Jean-Paul Gabilliet, Of Comics and Men: A Cultural History of American Comic Books, Univ. Press of Mississippi, 2010 (lire en ligne).
- « Maurice Horn », sur moviefit.me, 15 avril 2021 (consulté le 27 avril 2021)
- « Maurice Horn », sur imdb.com (consulté le 27 avril 2021) fiche en tant que producteur
- (en) Lesley Oelsner, « A Retrospective on the Comics Opens (Pow!) », The New York Times,‎ 8 septembre 1971, p. 54 (lire en ligne , consulté le 27 avril 2021)
- (en) Thomas Inge, « Reviewed Work: The World Encyclopedia of Comics. Two-volume library edition by Maurice Horn », American Humor, American Humor Studies Association, vol. 3, no 2 (Fall, 1976),‎ 1976, p. 27-30 (JSTOR 42594233, lire en ligne, consulté le 27 avril 2021)
- (en) Lehmann-Haupt, Christopher, « Books of The Times », The New York Times,‎ 3 décembre 1976, p. 75 (lire en ligne , consulté le 27 avril 2021)
- (en) « Paperbacks New and Noteworthy », The New York Times,‎ 4 décembre 1977, p. 311 (lire en ligne , consulté le 27 avril 2021)
- (en) Richard W. Etulain, « Review of Comics of the American West. », American Humor, vol. 5, no 1 (Spring, 1978),‎ 1978, p. 46-47 (lire en ligne, consulté le 27 avril 2021)
- (en) Steve Heller, « The Lines Are Drawn », The New York Times,‎ 21 décembre 1980, p. 85 (lire en ligne , consulté le 27 avril 2021)
- (en) Paula A. Baxter, « (sans titre) », Library Journal,‎ 1986
- (en) Paula Frosch, « Review of CONTEMPORARY GRAPHIC ARTISTS », Art Documentation: Journal of the Art Libraries Society of North America, vol. 6, no 2 (Summer 1987),‎ 1987, p. 91-92 (lire en ligne, consulté le 27 avril 2021)
- (en) Maurice Horn (trad. traduit du français par Eileen Hennessy), « A History of the Comic Strip », Kirkus Reviews,‎ 1er juin 1968 (lire en ligne, consulté le 27 avril 2021)